# Comité scientifique et technique des industries climatiques
Le Comité scientifique et technique des industries climatiques (COSTIC) est une association qui exerce des activités de formation, d'études et de diffusion d'informations techniques à destination du personnel des entreprises d'installation et de maintenance d'équipements de génie climatique du bâtiment (chauffage, ventilation, climatisation).

## Historique
Naissance en 1906 de la société "Comité des constructeurs d'appareils de chauffage par l'eau et la vapeur", premier embryon du COSTIC.
En 1919, la raison sociale devient "Comité de Chauffage Eau et Vapeur".
La société se transforme en 1934 en association loi de 1901 sous la dénomination "Comité de Chauffage eau et vapeur - Comité Technique de l'Industrie du Chauffage et de la Ventilation".
En 1951, l'association prend une nouvelle dénomination : "Comité Scientifique et Technique de l'Industrie du Chauffage et de la Ventilation".
En 1958, le COSTIC installe un hall d'essais à Saint-Rémy-lès-Chevreuse sur le site de la Fédération nationale du bâtiment.
En 1969, nouvelle dénomination : "Comité Scientifique et Technique de l'industrie du Chauffage, de la Ventilation et du Conditionnement d'air" (CoSTIC), en 1988 "Comité Scientifique et Technique des Industries Climatiques" (COSTIC) et en 2006 "Centre d'études et de formation pour le génie climatique et l'équipement technique du bâtiment".

## Missions
Les missions du COSTIC sont : 
- la formation continue des professionnels de l'équipement technique du bâtiment ; en 2013, le COSTIC a organisé 320 stages et accueilli 2660 stagiaires ;
- la participation à la formation d'étudiants, notamment dans l'option "Génie climatique et énergétique"[3] de l'Institut national des sciences appliquées de Strasbourg,  dans la maîtrise "Efficacité énergétique" de l'École Hubert-Curien[4] ou bien dans le cadre de la formation d'ingénieur spécialisé en Génie Énergétique et Climatique par la voie de l'apprentissage de l'ECAM-EPMI[5] ;
- la réalisation d'études couvrant principalement les quatre thèmes suivants : efficacité énergétique, ventilation et qualité de l'air intérieur, gestion technique des bâtiments et régulation des équipements, commissionnement des installations ;
- la rédaction et la diffusion de documents techniques (guides, ouvrages, diagrammes, didacticiels, fiches d'aide pour la maintenance).

Depuis plusieurs décennies, le COSTIC informe et publie des documents consacrés à la ventilation, aux pompes à chaleur, aux systèmes utilisant l'énergie solaire thermique. Il fournit ainsi des guides et des recommandations aux professionnels pour une bonne mise en œuvre de ces équipements du point de vue de leur performance énergétique, et dès les années 1970, après le premier choc pétrolier, sensibilise le grand public.
En 2011, le COSTIC s'est vu confier la coordination de la rédaction des documents du programme "Règles de l'Art Grenelle Environnement 2012" (RAGE) consacrés aux équipements techniques du bâtiment,,.

## Gouvernance
L'association est administrée par des dirigeants des entreprises concernées, ainsi que par des représentants des organisations professionnelles intéressées (Fédération française du bâtiment, UECF, UNCP, FEDENE, FFIE, SERCE).

### Webographie
- Notices d'autorité :   - VIAF
  - ISNI
  - BnF (données)
  - IdRef
  - LCCN
  - GND
  - WorldCat
- Synthèse d'une étude du COSTIC cofinancée par l'ADEME sur les chauffe-eau thermodynamiques
- Règles de l'Art Grenelle Environnement 2012